# Anita Pádár
Anita Pádár (Karcag, 30 maart 1979) is een Hongaarse voetballer.

## Erelijst

### In clubverband
- Landskampioen (11)
  - 1994–95, 1997–98, 1998–99, 1999–00, 2001–02, 2002–03, 2005–06, 2006–07, 2007–08, 2011–12, 2012–13
- Bekerwinnaar (5)
  - 1998, 1999, 2000, 2001, 2013

### Individueel
- Hongaars voetballer van het jaar (2)
  - 1999, 2011

- Topscorer van de NB I (15)
  - 1998–99 (21 doelen), 1999–00 (22 doelen), 2000–01 (23 doelen), 2001–02 (24 doelen), 2002–03 (22 doelen), 2003–04 (31 doelen), 2004–05 (27 doelen), 2005–06 (34 doelen), 2006–07 (29 doelen), 2007–08 (52 doelen), 2008–09 (44 doelen), 2009–10 (38 doelen), 2010–11 (35 doelen), 2011–12 (57 doelen), 2012–13 (55 doelen)